# Castillo de Vilella
El Castillo de Vilella, conocido localmente como Castillo de la Sierra, se edificó sobre una gran peña redondeada de paredes verticales a más de 400 metros de altitud, a unos dos kilómetros al noroeste de Almiserat. Aunque ahora pertenezca a la Safor históricamente perteneció al Valle de Albaida (de hecho se halla a pocos metros del límite municipal de Luchente), controlando el estratégico paso a la Safor por el collado de Llautó. A unos pocos kilómetros del castillo, también en término de Luchente, aún pueden verse los restos del despoblado de Vilella, que cabe suponer que dependía de la fortaleza y a la que dio su nombre.
Es bien de interés cultural, con referencia R-I-51-0010948. El castillo se encuentra enclavado dentro del itinerario de la Ruta de los Monasterios de Valencia, ruta monumental inaugurada en 2008, que atraviesa este castillo para visitar el cercano Monasterio del Corpus Christi (Luchente).

## Emplazamiento
Se encuentra sobre una gran peña redondeada de cota 142 metros a unos dos kilómetros al noroeste de la población, dominando el estratégico collado de Llautó, entre la sierra de Benicadell y la sierra de la Cufa, a pocos metros del término municipal de Luchente, ya dentro de la comarca de la Valle de Albaida. Por este collado se pasa fácilmente de la Valle de Albaida a la Safor, y esto explica la presencia de la fortificación.
El topónimo Vilella corresponde a una partida del término de Luchente situada a pocos kilómetros del castillo donde todavía se conservan restos de antiguas construcciones. Se supone que este despoblado correspondería a una alquería del término del castillo que por eso habría conservado el antiguo nombre.

## Historia
La fortaleza debió ser construida durante el periodo almohade, a finales del siglo XII o principios del siglo XIII, tratándose por lo tanto de una edificación tardía contemporánea del vecino Castillo de Xio. En la segunda mitad del siglo XIII, es nombrado en unos pocos documentos recogidos por Bazzana y Guichard.
En el momento de la conquista aragonesa, existía en el castillo una guarnición dependiente del Castillo de Bairén, operativa durante la revuelta mudéjar acaudillada por Al-Azraq, tratándose de un castillo-refugio de la última época andalusí. De hecho, Pierre Guichard, pone el acento en el hecho de tratarse claramente de un castillo “no cristiano”, ya que según el autor, el propio Jaime I, en el Llibre dels Feits, cap.307, primavera de 1243, año siguiente a la caída de Valencia, mencionaba el castillo de Vilella (uno de los castells de roca grans e fortes) como uno de aquellos cuyos alcaides o habitantes negocian con él cuando entra en el Valle de Bairón.
Se conoce por el Libro de los Hechos del rey Jaime I de Aragón, que este castillo estaba vinculado al de Bairén.
Con la pacificación del territorio el castillo quedó entre los dos dominios señoriales de Luchente y Palma, integrada en la red defensiva del Benicadell o Penacadell, perdiendo poco a poco su importancia estratégica que había tenido durante los primeros momentos de la conquista feudal. Aún sería utilizado durante las Guerras de la Unión con Castilla de mediados del siglo XIV, para ser definitivamente abandonado desde entonces.

## Características
El castillo de Vilella presenta un recinto de dimensiones medianas, 2 038 metros cuadrados de superficie, con una estructura sencilla formada por una cerca de segmentos rectilíneos que definen un espacio interior.
La estructura general muestra una forma alargada de orientación dominante este-oeste, formada por un grueso muro que llega a los siete metros de altura en algunos puntos. En la parte norte sobre la ladera se encuentra el acceso al recinto. Esta entrada está formada por una torre rectangular de unos cuatro metros de altura, con dos puertas contrapuestas para dificultar el acceso. La torre está construida con tapiadas de mortero de cal, técnica dominante en la construcción del castillo. El muro de la torre presenta en su parte exterior dos partes, en la base un grueso tapial sobre el que descansaría una plataforma de madera y sobre el un muro más delgado formando una ronda para defender la entrada.
En la dirección este, el muro continúa solo unos metros, habiendo desaparecido gran parte de su trazado en los sectores este y sudeste, precisamente en la zona más alta y abrupta de la peña donde se asienta el castillo.
En la parte noroeste la fortificación aparece definida por unos grandes muros de tapia de un espesor aproximado de 1,20 metros que continuarán en dirección hasta la torre de entrada. Justo en este extremo oeste del recinto se adosada al muro perimetral se localiza una estructura de planta rectangular, con dos puertas una al sur y otra al este, y dos aspilleras abiertas al oeste, paso obligado para acceder al castillo. Este espacio podría haber constituido una torre defensiva para controlar el acceso.
En el interior del recinto no se conservan aparentemente estructuras, aunque si se puede observar basamentos de muros de albañilería así como fragmentos de ladrillos, que indican la existencia de espacios de habitación que, en todo caso, serían escasos y de poca entidad.
Se puede acceder al castillo desde Almiserat por un sendero que parte de la urbanización Monte Vernissa a la altura del Barranco del Castillo, o desde Luchente por un trayecto más largo pero que puede hacerse parcialmente en vehículo por una pista que parte del camino de Planet y que deja a unos 500 metros del castillo, debiendo realizarse el resto del camino a pie por una senda.